# Маттсон, Ингрид
Ингрид Маттсон (англ. Ingrid Mattson; 24 августа 1963 года) — канадская активистка и ученый. Профессор исламских исследований, в настоящее время она является председателем кафедры исламских исследований Лондонского и Виндзорского сообщества в колледже университета Гурон в Университете Западного Онтарио в Лондоне, провинция Онтарио, Канада. Маттсон — бывший президент Исламского общества Северной Америки (ISNA). В 2010 году в статье New York Times она была описана как «Возможно, самая заметная фигура среди американских мусульманских женщин».

## Ранняя жизнь и происхождение
Ингрид Маттсон, шестая из семи детей, родилась в 1963 году в Кингстоне, Онтарио, где она провела свое детство и посещала католические школы. Она считает, что католические женщины, которые дали ей образование, дали ей «фантастическое образование» и «место для изучения и развития этой ранней, юношеской духовности». с 1982 по 1987 год она изучала философию и изящные искусства в Университете Ватерлоо в Канаде. В рамках своего курса обучения она провела лето 1986 года в качестве приглашенного студента в Париже, Франция. В это время она подружилась со студентами из Западной Африки из суфийской мусульманской общины. Читая Коран, она обрела «осознание Бога, впервые с тех пор, как была очень юной». В 1987 году вернувшись в Ватерлоо, она приняла ислам. В 1987 году она завершила обучение в Ватерлоо и получила комбинированную степень бакалавра гуманитарных наук по философии и изящным искусствам .

## Образование и карьера

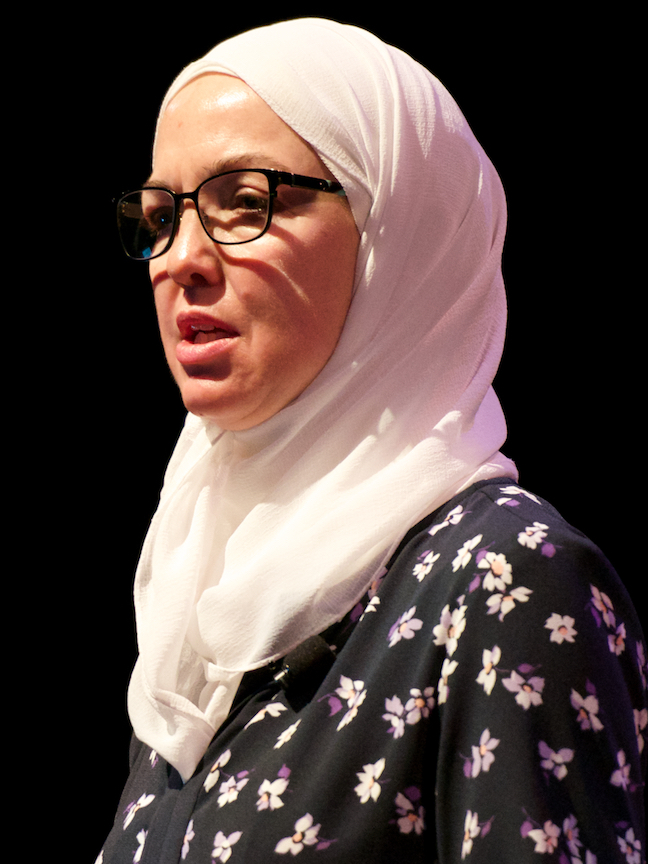
Маттсон в 2017 году

В 1999 году Ингрид Маттсон получила докторскую степень по ближневосточным языкам и цивилизациям в Чикагском университете. С 1998 по 2012 годы она работала профессором исламоведения и христианско-мусульманских отношений в семинарии Хартфорда в Коннектикуте. В этот период она основала первую аккредитованную аспирантуру для мусульманских студентов в США. В течение ряда лет она также была директором Центра Макдональда по изучению ислама и христианско-мусульманских отношений в семинарии Хартфорда.
Будучи вице-президентом и президентом Исламского общества Северной Америки, Маттсон работала в ряде случаев с должностными лицами правительства Соединенных Штатов. Она консультировала администрации президентов США Джорджа Буша-младшего и Барака Обамы. Эта работа была сосредоточена на политике в отношении насильственного экстремизма, военной службы мусульман-американцев и защиты гражданских прав мусульман-американцев. Джон Оуэн Бреннан, директор ЦРУ, когда он был заместителем советника по национальной безопасности по внутренней безопасности и борьбе с терроризмом, и помощником президента Обамы, поблагодарил Маттсон за её руководство на публичном собрании в Нью-Йоркском университете.
Её работа сосредоточена на укреплении позитивных отношений между группами различных религиозных конфессий. Она является сторонником межконфессионального взаимодействия и многоконфессионального активизма в интересах общественного блага. Она провела свою академическую карьеру, преподавая исламские исследования и межконфессиональные отношения в исторически христианских учреждениях. В 2006 году, будучи президентом ISNA, Маттсон основала национальный офис по межконфессиональным отношениям в Вашингтоне, округ Колумбия. В 2006 году она пригласила раввина Эрика Йоффи, президента Союза реформистского иудаизма, выступить на ежегодном съезде организации в Чикаго. В 2007 году Маттсон выступила на биеннале группы, где она получила овации и объявила о «новом партнерстве, которое способствует межконфессиональному диалогу и другим видам деятельности по построению отношений» между двумя организациями. Она также создала программы с другими еврейскими организациями. «Программа побратимства» с Фондом этнического взаимопонимания является одной из таких программ. Другая программа — трехлётняя «Евреи и мусульмане в Америке», разработанная совместно с Еврейской теологической семинарией и финансируемая Институтом Карнеги.
Маттсон также выступала за большее взаимопонимание и партнерство между мусульманами и буддистами. В 2008 году в Сиэтле, в 2010 году в Индиане и в 2011 году в Чикаго она делила сцену с Далай-ламой в ряде случаев, включая программу «Семена мира».
Маттсон является одним из первых подписавших «Общее слово между нами и вами» и принимала участие во многих христианско-мусульманских конференциях и диалогах с Иорданским королевским институтом исламской мысли «Ааль аль-Байт». Её лидерство в межконфессиональном сотрудничестве было признано Бертом Высоцким из Еврейской теологической семинарии Америки. В 2012 году Чикагская теологическая семинария присвоила ей почётную докторскую степень за её служение религиозному сообществу.
В 2012 году её книга «История Корана: его история и место в жизни мусульман» (сейчас во втором издании) была выбрана Национальным фондом гуманитарных наук для включения в программу «Соединяя культуры».

## Взгляды на роль женщин в исламе
Маттсон выступает за большую общественную роль мусульманских женщин как религиозных лидеров. Когда она основала первую аккредитованную программу для мусульманских студентов в США, она настояла на том, чтобы она была открыта для женщин. Маттсон носит хиджаб, но утверждает, что правительства не должны иметь полномочий навязывать религиозную одежду или запрещать её. Маттсон работала с мусульманским агентством социальных услуг под названием «Peaceful Families». Группа выступает против домашнего насилия в мусульманской общине и выступает против толкований Корана, которые допускают насилие или дискриминацию в отношении женщин.
Маттсон также является основателем и директором «The Hurma Project», призванной помочь мусульманским общинам предотвращать и противодействовать духовному и сексуальному насилию со стороны лиц, занимающих положение религиозной власти и влияния. В интервью журналу «Haute Hijab» она объяснила, что ее побудило действовать то, что она неоднократно становилась свидетелем того, как община не могла должным образом признавать и решать такие ситуации. Она сказала: «Я поняла, что нам нужно что-то широкое и междисциплинарное, чтобы изучить масштаб проблемы, иметь хорошее понимание всей динамики и разрабатывать образовательные материалы и процессы, которые мы можем принести общине».

## Противодействие исламскому экстремизму
Маттсон критиковала исламский религиозный фанатизм с тех пор, как впервые столкнулась с Талибаном, пытаясь дать образование афганским девочкам-беженкам в Пакистане. После атак 11 сентября 2001 года Маттсон опубликовала статью на «Beliefnet» под названием «Американские мусульмане имеют особое обязательство». В статье она заявила: «Я, как американский мусульманский лидер, осуждаю не только террористов-смертников и Талибан, но и тех лидеров других мусульманских государств, которые подрывают демократию, притесняют женщин, используют Коран для оправдания неисламского поведения и поощряют насилие». После атак 11 сентября Маттсон много раз давала интервью на радио. Она публично выступала с лекциями, осуждая насилие во имя ислама, и выступала за мирное разрешение конфликтов и разногласий. В эссе 2007 года Маттсон осудила «исключительные, триумфальные, общинные идентичности (религиозные или политические)», которые оправдывают жестокие нападения на другие группы. В 2004 голу Маттсон была одной из первых, кто подписал Амманскую декларацию, которая было международным мусульманским ответом на религиозное насилие и терроризм во имя ислама.

## Интервью
- В программе WHYY «Свежий воздух» с Терри Гроссом «Обращенный в ислам берет на себя роль лидера», 28 сентября 2006[36];
- В программе APM «Разговоры о вере» с Кристой Типпетт «Новый голос ислама», 6 марта 2008[37];
- «Духовные последствия 11 сентября», 5 сентября 2002[38];
- В программе WNPR «Где мы живем» с Джоном Данкоски «Христиане и мусульмане», 13 февраля 2008[39];
- В программе WNPR «Где мы живем» с Джоном Данкоски «Поиск общей религиозной почвы», 27 января 2009[40]:
- В программе CBC «The Sunday Edition» с Майклом Энрайтом «В поисках умеренных мусульман», 4 января 2010[41];
- О мировоззрении WBEZ с Джеромом Макдоннеллом «Лидерство мусульманских женщин», 4 мая 2010[42].